# Закревський заказник
Закре́вський — ботанічний заказник місцевого значення в Черкаському районі Черкаської області.

## Опис
Заказник площею 0,3 га розташовано у кв. 35 вид. 1 Закревського лісництва.
Як об'єкт природно-заповідного фонду створено рішенням Черкаського облвиконкому від 22.01.1982 р. № 12. Землекористувач або землевласник, у віданні якого перебуває заповідний об'єкт — ДП «Черкаське ЛМГ». 
На території заказника у трав'яному покриві зростає барвінок малий.